# Сумчаста райка
Сумчаста райка (Gastrotheca) — рід земноводних родини Американські райки ряду Безхвості. Має 66 видів.

## Опис
Загальна довжина представників цього роду коливається від 2 до 10 см. Мають помірно велику голову. У деяких видів морда трикутна або загострена. Очі помірно великі з горизонтальними зіницями. Тулуб стрункий. Шкіра гладенька, є органом дихання цих райок. На череві є тонка шкіра, за допомогою якої, немов губкою, можуть поглинати вологу, що осідає на листях. Лапи закінчуються дуже довгими пальцями з присосками. З їх допомогою тримаються на листі дерев та кущів. На тілі деяких сумчастих райок є м'ясисті відростки, які немовби розмивають контури тіла і роблять амфібію непомітною.
Забарвлення відповідає місцевості розповсюдження, переважає зелено-коричневе з плямистим або смугастим малюнком на боках і спині.

## Спосіб життя
Полюбляють дощові тропічні ліси. Зустрічаються на висоті до 4000 м над рівнем моря. Більшу частину життя проводять у пошуках їжі. Пересуваються по гілках і листі дерев, розшукуючи здобич. Активні вночі, що дозволяє уникати сонячних променів, які висушують їхню шкіру. Ведуть переважно деревний спосіб життя, не живуть у безпосередній близькості до води, де вони могли б поповнювати її запаси у будь-який час, тому вони повинні заощаджувати воду. Вдень ховаються в темному, вологому місці, куди не проникають сонячні промені. Ці райки є одинаками.
Живляться здебільшого комахами. Деякі види — активні мисливці, вони полюють на літаючих комах, наприклад, мух. Щоб впіймати муху, яка пролітає поряд, райка підстрибує вгору. Проте зазвичай вона задовольняється тими комахами, яких знаходить на листі та гілках дерев та чагарників. Сумчасті райки здатні утримуватися навіть на вертикально розташованих листках або гілках. Поки комаха сидить нерухомо, райка не помічає її присутності. Проте, ледь ворухнувшись, комаха одразу ж привертає до себе увагу жаби, яка відкриває пащу і хапає комаху язиком. Після того, як зловила здобич, сумчаста райка повинна її проковтнути. Це досить складна процедура. Для цього вона робить зусилля, при якому очні яблука опускаються на піднебіння, щоб виник необхідний тиск, який сприяє потраплянню їжі до шлунку.

## Розмноження
У період дощів починається період парування й розмноження. Готова до парування самиця йде на голос самця. Самиці сумчастих райок — дуже дбайливі матусі. Більшість самиць відкладають усього 4—7 ікринок, проте впродовж усього часу розвитку сумчасті райки виношують їх у спеціальному виводковому мішку, який знаходиться у них на спині (нагадує сумку або торбу). Виводкова сумка складається з подовжніх шкірних складок, що розрослися, які з'єднуються по середній лінії спини. Звідси й походить назва цих земноводних. Завдяки цьому виживає більше дитинчат. Деякі сумчасті райки відкладають близько 200 ікринок.
Вони виношують ікринки у виводковій сумці доти, доки з них не вийдуть добре розвинені пуголовки. Деякі види виношують малюків, доки жабенята остаточно не розвинуться. Найчастіше з сумки виходять пуголовки, зовнішні зябра яких уже зникли і вже з'явилися задні кінцівки. Останні стадії розвитку пуголовків проходять вже у воді. Іноді самиця виношує малюків так довго, що з сумки виходять повністю розвинуті жабенята. Щоб малюкові було простіше потрапити у воду, самиця підходить до водоймища або сідає на квітку бромелії, і лише тоді вона за допомогою довгих пальців допомагає пуголовкам або жабенятам вийти з сумки.

## Розповсюдження
Мешкають від південної Коста-Рики до північно-західної Аргентини.

## Види
| - Gastrotheca abdita - Gastrotheca albolineata - Gastrotheca andaquiensis - Gastrotheca angustifrons - Gastrotheca antomia - Gastrotheca antoniiochoai - Gastrotheca argenteovirens - Gastrotheca atympana - Gastrotheca aureomaculata - Gastrotheca bufona - Gastrotheca carinaceps - Gastrotheca christiani - Gastrotheca chrysosticta - Gastrotheca cornuta - Gastrotheca dendronastes - Gastrotheca dunni - Gastrotheca ernestoi - Gastrotheca espeletia - Gastrotheca excubitor - Gastrotheca fissipes - Gastrotheca flamma - Gastrotheca flavodactyla - Gastrotheca fulvorufa - Gastrotheca galeata - Gastrotheca gemma - Gastrotheca gracilis - Gastrotheca griswoldi - Gastrotheca guentheri - Gastrotheca helenae - Gastrotheca lateonota - Gastrotheca lauzuricae - Gastrotheca litonedis - Gastrotheca longipes - Gastrotheca marsupiata | - Gastrotheca megacephala - Gastrotheca microdiscus - Gastrotheca monticola - Gastrotheca nebulanastes - Gastrotheca nicefori - Gastrotheca ochoai - Gastrotheca orophylax - Gastrotheca ossilaginis - Gastrotheca ovifera - Gastrotheca pacchamama - Gastrotheca pachachacae - Gastrotheca peruana - Gastrotheca phalarosa - Gastrotheca phelloderma - Gastrotheca piperata - Gastrotheca plumbea - Gastrotheca prasina - Gastrotheca pseustes - Gastrotheca psychrophila - Gastrotheca pulchra - Gastrotheca rebeccae - Gastrotheca recava - Gastrotheca riobambae - Gastrotheca ruizi - Gastrotheca splendens - Gastrotheca stictopleura - Gastrotheca testudinea - Gastrotheca trachyceps - Gastrotheca walkeri - Gastrotheca weinlandii - Gastrotheca williamsoni - Gastrotheca zeugocystis |